# Bärbel Riebartsch
Bärbel Riebartsch, verheiratete Barbara Kowalk, ist eine ehemalige deutsche Fußballspielerin.

## Karriere
Riebartsch gehörte dem Bonner SC als Abwehrspielerin an, mit dem sie am 15. Juni 1975 im Sportpark des Bonner Stadtteils Pennenfeld im Stadtbezirk Bad Godesberg das zweite ausgetragene Finale um die Deutsche Meisterschaft – nach zweimaligen Rückstand – mit 4:2 gegen den FC Bayern München gewann.

## Erfolge
- Deutscher Meister 1975